# 前頭側頭葉変性症
前頭側頭葉変性症（ぜんとうそくとうようへんせいしょう、英: Frontotemporal lobar degeneration、FTLD）は著明な人格変化や行動障害、言語障害を主徴とし、前頭葉、前部側頭葉に病変の首座を有する古典的ピック病をプロトタイプとした変性性認知症である。

## 概念の推移

### 古典的ピック病
1892年にArnold Pickは71歳で死亡した男性の1剖検例を報告した。その症例では69歳から人格変化、言語障害が出現した。スプーン遊びをして、ナイフを持って妻を「殺す」と脅迫するなど、幼児化、脱抑制徴候が出現した。71歳入院時は記憶障害のほか失語症が認められた。失語症は言語理解の障害があり、自発語と復唱は保たれておりPickはこれを超皮質性感覚性失語と記載した。入院1か月後に肺炎で死亡した。剖検では左半球に軟化巣とは違った脳回萎縮があり特に左側頭葉で萎縮が目立った。この症例を含めPickは5つの論文で8つの同様の症例を報告した。これらの報告によってPickの限局性脳萎縮症として知られるようになった。1926年にSpatzと大成らによってこれらの疾患の病理学的特徴が記載された。その特徴は萎縮部位では神経細胞脱落と海綿状態が認められること、アルツハイマー病と異なり老人斑とアルツハイマー原線維変化が認められないこと、ピック球に関しては存在する場合としない場合があると記述されている。このように古典的ピック病は肉眼的、組織学的所見からみた限局性脳萎縮とそれによって生じた特異な精神神経症状、経過、転帰を呈する一連の疾患のことを意味していた。

### FTD
1980年代にスウェーデンのルンド大学のグループとイギリスのマンチェスターのグループがほぼ同時期に別々に似通った概念を提唱した。ルンド大学のGustafsonらは1987年に非アルツハイマー型前頭葉変性症（frontal lobe degeneration of non-Alzheimer type、FLD）という概念をまとめた。臨床的には人格変化、病識の欠如、脱抑制などで発症する進行性の認知症で末期には緘黙状態になるという特徴があった。病理学的には脳萎縮が前頭葉および側頭葉前方部にみとみられ、光顕では非特異的な皮質上層の神経細胞の脱落、軽度のグリオーシス、海綿状変化を示した。約半数に家族性が認められた。マンチェスターのグループはNearyが中心となり1988年に前頭葉型認知症（dementia of frontal lobe type、DFT）という概念を提唱した。臨床的特徴は初期には社会的逸脱行為や人格変化が目立ち、無為、無関心がみられ病識を欠き、徐々に発語が乏しくなり、常同言語がみられ末期には緘黙状態になる。病理学的にはアルツハイマー病の病理所見は有さず、遺伝性があった。
1994年に両グループは共同で前頭側頭型認知症（frontotemporal dementia、FTD）という概念でFLDとDFTを統合した。FTDは前頭葉変性型（FLD type）、Pick型（Pick type）と運動ニューロン疾患型（MND type）のサブタイプに分けられ、それぞれに臨床診断基準、神経病理学的診断基準が示された。

### FTLD
1996年マンチェスターのグループは、FTDに、進行性非流暢性失語（progressive nonfluent aphasia, PNFA）や、意味性認知症（semantic dementia, SD）を加えた臨床症候群である前頭側頭葉変性症（frontotemporal lobar degeneration、FTLD）を提唱した。FTD、PNFA、SDは脳の変性萎縮部位に対応した臨床像であり、FTDは脱抑制型、無感情型、常同型の3臨床型に分けられた。神経病理学の発展により臨床症状から病理診断を予測することは困難であることが明らかになり臨床症候群として定義された。

## 疫学
診断基準が整備されてから間もないことから疫学的研究は限られている。また有病率は過小評価されているという意見もある。FTDは初老期に好発すると考えられ、51～63歳、特に57歳前後に発症すると言われてきた。また65歳未満で発症する変性性認知症の20％前後を占める。生命予後は2～20年と様々であるが平均は8年程度と考えられている。予後が短い例の多くはMND typeである。欧米と日本では無視できない違いがある。欧米ではFTLDの30～50％に家族歴があるが日本ではほとんどが孤発例である。日本では欧米で多いとされるFLD typeの剖検報告がない。側頭葉の萎縮が目立つ意味性認知症が多い。

## 臨床的特徴
FTLDの全病型の共通する特徴による診断基準がありスクリーニングには使用できる。それぞれの臨床病型に診断基準がある。FTLDは経過中に各病型がオーバーラップすることもある。

### 前頭側頭型認知症（FTD）
Snowdenの原著によると初老期に起こる。進行性の前頭側頭葉変性を示す。臨床症状は高度の性格変化、社会性の喪失や注意、抽象性、計画、判断などの能力低下で特徴付けられる。言語面では会話が少なくなり末期には緘黙となる。道具機能、特に空間認知、見当識は比較的よく保たれるとされている。FTDの症状はプロトタイプとなったピック病と基本的には同様である。
病識の欠如
病初期より病識が乏しくなっている。自身の変化に全く気づいておらず、自らの障害に対する関心もない。
常同行動
常同行動は病初期から高頻度に認められる。日常生活では同じコースを歩きまわる常同的周遊が目立つことが多い。見当識や視空間認知が保たれていることもあり進行期にならない限り道に迷わず帰宅できる。
脱抑制、反社会的行動
礼節や社会通念、他の人からどう思われるかなどを全く気にしなくなり、本能の赴くままの我が道を行く行動が特徴的となる。悪気なく万引きなどを行い周囲とトラブルを起こすこともある。注意や指導に対しても全く気にすることもなくあっけらかんとしている。脱抑制の結果衝動的な行動にはしることもある。自発性の低下が進むと目立たなくなることが多い。
注意の転動性の亢進、維持困難
すぐに気がそれてしまい、ひとつの行為を持続して続けることができない。注意障害、運動維持困難との関連性が考えられる。必ずしも外界の刺激に対して過剰に反応するだけではなく、外界の刺激がなくても落ち着かない。何の断りもなく突然部屋を出て行ってしまう立ち去り行動もしばしば観察される。
被影響性の亢進
外的刺激に対して熟考することなく反射的に処理、反応してしまう症候である。他人の模倣行為や目に入る文字を読み上げるといった行為にあわわれる。
考え無精
質問に対してよく考えずに返答したり、無視したりする症状は考え無精という。考え無精があると「知らない」、「忘れた」と即答するため記憶の障害と誤解されることもある。神経心理検査も結果が実態を反映しなくなる。
無関心、自発性の低下
自己に対しても周囲に対しても無関心になり、自発的に入浴しなくなったり、身だしなみに無頓着になる症状は比較的病初期から認められる。何もせずに無為に過ごしていたかと思うと時間がくると毎日散歩にいくなど病初期は常同行動と併存する。自発性の低下が進行すると最終的には無動無言状態となる。
食行動異常
初期には特定の食べ物を食べ続けたり同じメニューの料理を作り続けたりするという常同的な食行動パターンを示すことがある。進行期には手にとるものすべてを口に運ぼうとする口唇傾向も出現する。

#### FTDの臨床亜型
FTDの萎縮部位に始まる部位にバリエーションがあるためそれを反映した3つの臨床的亜型がある。実際にはこれらの臨床特徴は組み合わさって現れることが多く、進行すると病変領域もひろがり初期の臨床的特徴は目立たなくなる。
脱抑制型
落ち着きなし、無目的な過活動、冷淡で不関、高度の社会性の喪失、認知障害よりも行動異常が目立つ。脱抑制型では前頭葉萎縮は眼窩および内側面に強く背外側は軽い。側頭葉前部は強く侵される。
無欲型
無気力、自発性、意欲の低下、無頓着、融通性なく保続的、早期に失禁がある。無欲型では前頭葉背外側面に萎縮が強い。
常同型
紋切り型の言葉や行動、脅迫的で儀式的な傾向を示す。無欲型は線条体、前頭葉の萎縮が主で前頭葉の萎縮は軽い。

### 進行性非流暢性失語（PNFA）
進行性非流暢性失語では左優位のシルビウス裂周囲（弁蓋部から上側頭回）の萎縮が、すなわち前言語領域の萎縮に基づく進行性の非流暢失語を示す症候群である。失語症状は非流暢性失語で発語量の減少、失文法、構音障害、復唱障害、音韻錯語、努力性発語、錯読などがあげられるが語彙は比較的保たれる。ブローカー失語に似た失語となる。言語以外の臨床的な特徴としては経過は4～12年（平均8年）で進行すると行動異常が出現する。

### 意味性認知症（semantic dementia、SD）
意味性認知症では側頭葉前部領域の強い萎縮がみられる。意味記憶、すなわち社会全般の一般的な知識に関する記憶の障害を示す進行性の失語症である。意味記憶障害に対してエピソード記憶は比較的よく保たれる。発語は流暢であり音韻性錯語や文法的な誤りは認められない。「ボールペンって何ですか？」という問いかけには答えられないが道具として使用はできる。経過は3～15年（平均8年）であり進行すると行動異常を伴う。意味性認知症にみられる言語症状は従来日本では語義失語として知られていた。

## FTLDの病理分類
FTLDはあくまで臨床分類であり、臨床徴候と背景病理が一対一対応しない。2001年McKhannらが封入体の有無およびその構成成分から主に3群に分類した。第1群はピック病を中心としたタウ陽性封入体を有する疾患群でありタウオパチーと総称される。第2群はユビキチン陽性タウ陰性NCIを伴うFTLDでありFTLD-Uといわれた。これらは後にTDP-43の同定によって分類の変更がおこる。第3群はどちらの封入体も認められないDLDH（dementia lacking distinctive histology）である。DLDHと診断されても高感度のユビキチン染色を行うと多くの症例で陽性となり最終診断がFTLD-Uとなることも多く、本来はDLSHは稀であるという指摘もある。2007年にCairnsによって改訂されたFTLDの病理分類では、FTLDの背景病理が実に多様であり、PSPやCBDまでもFTLDに含まれている。分類は2010年に再改訂された。
FTLD-tau
3リピートタウが優位な疾患としてはPick球を伴うFTLD（ピック病）、MAPT遺伝子変異を伴うFTLD（FTLD-17）が知られている。4リピートタウが優位な疾患としては大脳皮質基底核変性症、進行性核上性麻痺、嗜銀顆粒性認知症、認知症を伴う多系統タウオパチー、MAPT遺伝子変異を伴うFTLD（FTLD-17）が知られている。3および4リピートタウが蓄積する疾患としては神経原線維変化型認知症、MAPT遺伝子変異を伴うFTLD（FTLD-17）が知られている。
FTLD-TDP
タウ陰性でユビキチン陽性の封入体をもつFTLD-UのうちTDP-43が陽性のものである。MNDを伴うFTLD-U、MNDを伴わないFTLD-UのほかGRN変異を伴うFTLD、TARDBP変異を伴うFTLD、VCP変異を伴うFTLDなどが分類される。なおTDP-43陽性構造はその出現パターンから1～4型に分類されておりFTLDにおける臨床病型との対応が指摘されている。
FTLD-FUS
神経細胞性中間径フィラメント封入体病、非典型的FTLD-U、好塩基性封入体病、FUS変異を伴うFTLDなどが含まれる。FUS（fused in sarcoma）はヒト粘液性脂肪肉腫において癌化を誘導する因子として同定された。その後ユーイング肉腫、急性骨髄性白血病を発症させることが報告された。その後2009年に家族性筋萎縮性側索硬化症であるALS6でFUS遺伝子の変異が見つかった。FTLD-UのなかでTDP-43陰性例でFUSが蓄積するものが認められ、その後、神経細胞性中間径フィラメント封入体病、好塩基性封入体病などでもFUS陽性例が報告されFTLD-FUSという概念ができた。
FTLD-UPS
FTLD-UのうちTDP-43陰性のものである。CHMP2B変異を伴うFTLDなどが知られている。
FTLD-without inclusion
DLDH、進行性皮質下グリオーシスが考えられる。